# Anthomyia paulistensis
Anthomyia paulistensis är en tvåvingeart som först beskrevs av Albququerque 1952.  Anthomyia paulistensis ingår i släktet Anthomyia och familjen blomsterflugor. Artens utbredningsområde är Brasilien. Inga underarter finns listade i Catalogue of Life.